# Tell Abyad
Tell Abyad (àrab: تل أبيض, Tall Abyaḍ, literalment ‘Turó Blanc’; kurd: Girê Spî) és una ciutat i nàhiya de Síria. És el centre administratiu del Districte de Tell Abyad, dins de la governació d'Ar-Raqqah. Situada vora el riu Balikh, constitueix una ciutat dividida entre la ciutat fronterera turca de Akçakale i el mateix Tell Abyad a Síria. Segons el cens de 2004, té 14.825 habitants.
El 16 de juny de 2015 la ciutat va ser capturada per les Unitats de Protecció Popular kurdes (YPG) en el transcurs de la seua ofensiva, i des de llavors ha quedat sota el seu control. Actualment Tell Abyad està situat dins de la Federació Autònoma del Nord de Síria - Rojava.

## Demografia
Segons diverses fonts, la majoria dels habitants de Tell Abyad són àrabs, amb minories kurdes, turcmanes i armènies.
El Partit de la Unió Democràtica (PYD) va formar un consell de majors a Tell Abyad amb la tasca d'administrar la regió. Aquest consell manté una representació dels diferents components ètnics de la ciutat i de la majoria àrab de la població. Consisteix en 15 persones, dels quals són deu àrabs, tres kurds i respectivament un armeni i un turcman.
El portal d'internet Kurdwatch, amb base a Alemanya, va emetre uns informes en els que calculava la població turcamana en un 15%, un 10% kurds i la resta àrab. Segons altres fonts les xifres de població kurda estaria entre el 30% i el 55%.